# Anton Nilsson i Östrabo
Nils Anton Nilsson (i riksdagen kallad Nilsson i Östrabo), född 20 mars 1874 i Hemmesdynge församling, död 18 december 1942 i Västra Klagstorps församling, var en svensk lantbrukare, kommunalpolitiker och riksdagsman (högerman).
Nilsson var riksdagsledamot i första kammaren 1918-1919 och från 1921, invald i Malmöhus läns valkrets.